# 🎃
🎃 is een teken uit de Unicode-karakterset dat een 
Jack-o'-lantern voorstelt. Deze emoji is in 2010 geïntroduceerd met de Unicode 6.0-standaard.

## Betekenis

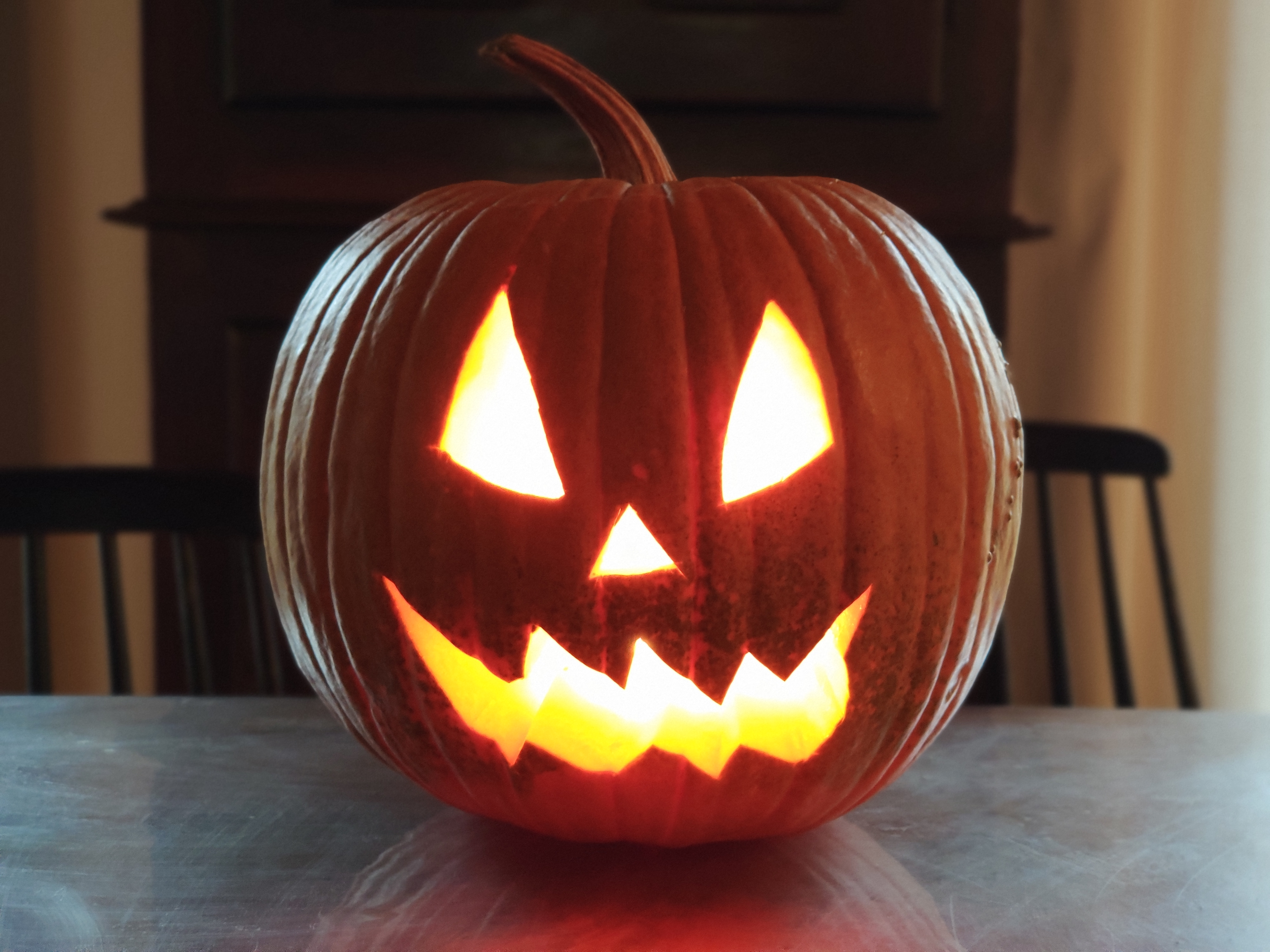
Een Jack-o'-lantern met kaars

Deze emoji beeldt een uitgeholde pompoen waaruit een angstaanjagend gezicht gekerfd is, een typische decoratie voor Halloween. Deze pompoen kan door er een kaars of lamp in te stoppen dienstdoen als lantaarn. Deze emoji wordt vaak gebruikt om Halloween mee te duiden. Typisch genoeg is een van de sleutelwoorden in Afrikaanstalige applicaties ook de term "allerheiligeaand" (Allerheiligenavond), in het Nederlands is deze term achterwege gelaten.

## Codering

De Twemoji implementatie

### Unicode
In Unicode vindt men de 🎃 onder de code U+1F383  (hex).

### HTML
In HTML kan men in hex de volgende code gebruiken: &#x1F383;

### Shortcode
In software die shortcode ondersteunt zoals Slack en GitHub kan het karakter worden opgeroepen met de code :jack_o_lantern:.

### Unicode-annotatie
De Unicode-annotatie voor toepassingen in het Nederlands (bijvoorbeeld een Nederlandstalig smartphonetoetsenbord) is halloweenlantaarn. De emoji is ook te vinden met de sleutelwoorden feest, halloween, lantaarn en pompoen.